# ماموستا
ماموستا(در کردی:مامۆستا)، در زبان کردی به معنی معلم، مدرس و استاد است.
واژه «مام‌استاد» تشکیل شده از دو جزء مام (عمو) + استاد.

## مجتهدان دینی اشتهار به ماموستا
- محمد شیخ‌الاسلام
- محمد زاهد ضیایی پاوه‌ای
- ملا صلاح‌الدین پاوه‌ای
- محمدناصر ضیائی
- ملامحمد ربیعی
- عزالدین حسینی